# Altolamprologus
Altolamprologus è un genere di pesci tropicali d'acqua dolce, appartenente alla famiglia Cichlidae.

## Distribuzione e habitat
Le specie del genere sono endemiche del Lago Tanganica, in Africa. Abitano aree ricche di rocce.

## Descrizione
Presentano un corpo ben riconoscibile, con testa allungata e labbra pronunciate, con una grande bocca. Il corpo è allungato, compresso ai fianchi, con profili dorsale e ventrale poco pronunciati, corto peduncolo caudale e pinna caudale a delta. La pinna dorsale è lunga ma non molto alta, così come l'anale. Le pinne ventrali sono appuntite, le pettorali sono arrotondate. La livrea è diversa tra le due specie, rimanendo però sui toni bruni e gialli. Le dimensioni si attestano sui 10-12 cm.

## Etologia
Questi pesci sono pacifici con pesci d'altre specie (anche se rimangono pesci territoriali) ma decisamente aggressivi nei confronti dei conspecifici. Gli adulti -specialmente i maschi- passano molto tempo a sfidarsi e scontrarsi.

## Riproduzione
La riproduzione avviene tramite deposizione di uova e fecondazione esterna. La femmina e il maschio provvedono alle cure parentali delle uova e degli avvannotti.

## Specie
Il genere comprende solamente due specie:
- Altolamprologus calvus
- Altolamprologus compressiceps

## Acquariofilia
Entrambe le specie sono interessanti ospiti per gli acquariofili. Non sempre disponibili negli esercizi commerciali, sono più diffusi tra gli appassionati dei ciclidi del Lago Tanganica.